# Kid Williams
Kid Williams, właśc. Jonathon Gutenko (ur. 5 grudnia 1893 w Kopenhadze, zm. 18 października 1963 w Baltimore) – duński bokser, były zawodowy mistrz świata kategorii koguciej.
Urodził się w Danii, ale w 1904 wyemigrował z rodzicami do Stanów Zjednoczonych. Osiedlili się w ubogiej dzielnicy Baltimore, gdzie młody Gutenko pracował jako gazeciarz.
Pierwsze walki zawodowe stoczył w 1910. Przybrał wówczas przydomek Kid Williams. Spośród pierwszych trzynastu pojedynków dziesięć wygrał przez nokaut. W styczniu 1911 został znokautowany przez George'a „K.O.” Chaneya, który wygrał z nim również na punkty w lipcu tego roku. Potem Williams rozpoczął serię zwycięskich walk lub pojedynków no decision, w których zdaniem prasy przeważnie triumfował. 

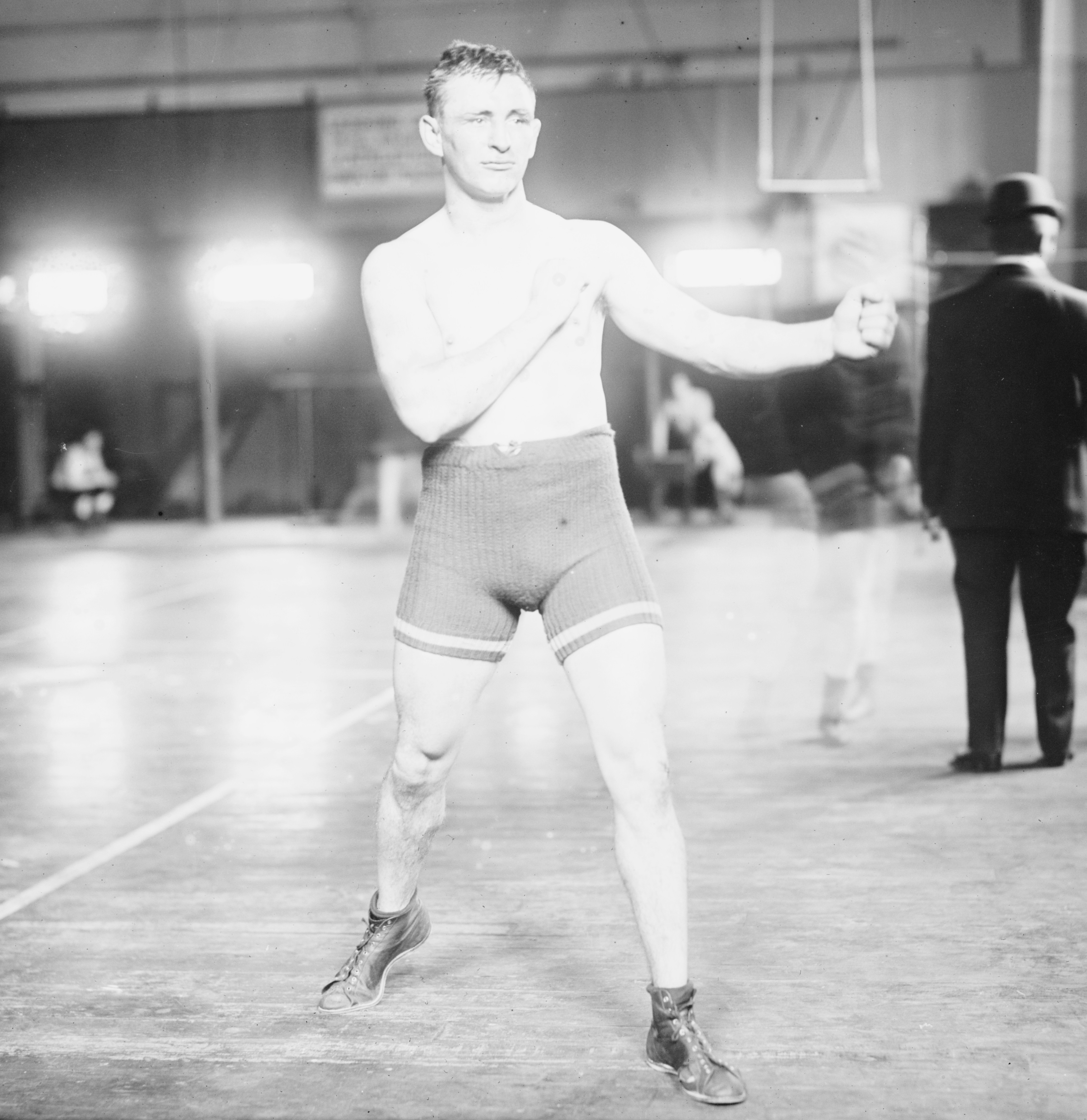
Kid Williams

Ustalenie, kto był mistrzem świata w poszczególnych kategoriach wagowych, było w tym czasie skomplikowane, ponieważ nie było organizacji, która przyznawałaby tytuły mistrzowskie. Nie było również jasno określonych limitów wagowych poszczególnych kategorii. O tym, kto był uważany za mistrza, decydowało powszechne uznanie, zwłaszcza prasy. Williams po pokonaniu Charlesa Ledoux przez nokaut w 16. rundzie 15 lipca 1913 w Los Angeles ogłosił się mistrzem świata w wadze do 116 funtów, mimo że powszechnie uważany za mistrza był Johnny Coulon. Williams w obronie swego tytułu znokautował w 2. rundzie Mickeya Dunna 3 października 1913 w Baltimore, stoczył walkę no decision z Dickiem Loadmanem 27 listopada 1913 w Milwaukee (wygraną zdaniem prasy) i pokonał przed czasem w 7. rundzie Chicka Hayesa 6 stycznia 1914 w Baltimore.
Następnie 31 stycznia 1914 w Vernon Williams znokautował w 12. rundzie Eddiego Campiego, uznawanego przez europejską organizację IBU za mistrza świata w wadze do 118 funtów, a 9 czerwca tego roku w Vernon znokautował w 3. rundzie Johnny'ego Coulona. Po tych zwycięstwach był powszechnie uznawany za mistrza świata wagi koguciej, zarówno w kategorii do 116 funtów, jak i do 118 funtów.
W obronie tytułu mistrzowskiego stoczył następujące walki:
| Data                      | Miejsce     | Oponent      | Wynik             | Źródło |
| ------------------------- | ----------- | ------------ | ----------------- | ------ |
| 30 czerwca 1914(dts)      | Nowy Orlean | Pete Herman  | no decision       | [ 9 ]  |
| 27 października 1914(dts) | Nowy Jork   | Dutch Brandt | no decision       | [ 10 ] |
| 25 grudnia 1914(dts)      | Nowy Jork   | Johnny Daly  | no decision       | [ 11 ] |
| 4 czerwca 1915(dts)       | Baltimore   | Jimmy Murray | no decision       | [ 12 ] |
| 24 lipca 1915(dts)        | Baltimore   | Jimmy Taylor | wygrana na punkty | [ 13 ] |

W tym czasie Williams stoczył również walkę no decision z mistrzem świata w wadze piórkowej Johnnym Kilbane (17 marca 1915 w Filadefii), zdaniem prasy przegraną. 10 września 1915 w Saint Paul został zdyskwalifikowany w 5. rundzie za zbyt niski cios w walce z Johnnym Ertle, który w następstwie tego podniósł roszczenia do tytułu mistrza świata. Williams był jednak nadal uznawany za mistrza w kategorii do 118 funtów, podczas gdy niektóre federacje stanowe uznawały Ertle'a za mistrza w wadze do 116 funtów.
Williams kontynuował obronę tytułu mistrzowskiego w następujących bokserskich pojedynkach:
| Data                     | Miejsce      | Oponent          | Wynik                          | Źródło |
| ------------------------ | ------------ | ---------------- | ------------------------------ | ------ |
| 5 października 1915(dts) | Baltimore    | Dutch Brandt     | wygrana na punkty              | [ 15 ] |
| 6 grudnia 1915(dts)      | Nowy Orlean  | Frankie Burns    | remis                          | [ 16 ] |
| 27 lutego 1916(dts)      | Nowy Orlean  | Pete Herman      | remis                          | [ 17 ] |
| 11 kwietnia 1916(dts)    | Baltimore    | Battling Lahn    | no decision                    | [ 18 ] |
| 15 maja 1916(dts)        | Wilkes-Barre | Billy Bevan      | no decision                    | [ 19 ] |
| 30 maja 1916(dts)        | Baltimore    | Benny McCoy      | techniczny nokaut w 7. rundzie | [ 20 ] |
| 28 sierpnia 1916(dts)    | Buffalo      | Young Joey Mendo | techniczny nokaut w 5. rundzie | [ 21 ] |

28 października 1915 Williams stoczył walkę no decision z „Memphis” Palem Moore, zdaniem prasy przegraną.
Stracił mistrzostwo świata, gdy 19 stycznia 1917 w Nowym Orleanie Pete Herman pokonał go na punkty po 20. rundach. Był to ich trzeci pięściarski pojedynek. W ich czwartej walce 13 czerwca tego roku (tytuł mistrzowski nie był stawką) lepszy zdaniem prasy był Herman.
Kid Williams kontynuował karierę bokserską aż do 1929. W tym czasie stoczył wiele pojedynków ze znanymi pięściarzami, takimi jak: Joe Lynch (13 marca 1917, no decision i 29 stycznia 1918, przegrana przez TKO w 4. rundzie), Johnny Ertle (17 grudnia 1917, remis i 13 sierpnia 1920, wygrana na punkty), Charles Ledoux (12 grudnia 1920, wygrana na punkty), Abe Goldstein (21 lutego 1921, no decision), Packey O’Gatty (11 maja 1921, wygrana przez TKO w 9. rundzie), Joe Dundee (4 września 1922, wygrana przez dyskwalifikację w 10. rundzie), Pancho Villa (31 lipca 1923, no decision) i Frankie Genaro 26 czerwca 1925, przegrana na punkty).
Williams nie dorobił się majątku jako bokser. Po zakończeniu kariery pracował jako taksówkarz, komiwojażer oraz hutnik. W 1934 został skazany na rok więzienia za niepłacenie alimentów, a w 1957 aresztowano go za pijaństwo. Zmarł w 1963.
Został wybrany w 1996 do Międzynarodowej Bokserskiej Galerii Sławy.